# Port lotniczy Ankona
Port lotniczy Ankona (IATA: AOI, ICAO: LIPY) – port lotniczy położony 18 kilometrów od Ankony, w Falconara Marittima, w regionie Marche, we Włoszech. Lotnisko nosi imię włoskiego malarza Rafaela Santiego.

## Linie lotnicze i połączenia
| Linia Lotnicza | Kierunek                                                                                 |
| -------------- | ---------------------------------------------------------------------------------------- |
| EasyJet        | Sezonowo: 1. Londyn-Gatwick                                                              |
| Lufthansa      | 1. Monachium                                                                             |
| Ryanair        | 1. Katania 2. Bruksela-Charleroi 3. Londyn-Stansted Sezonowo: 1. Kraków 2. Weeze         |
| SkyAlps        | 1. Mediolan-Linate 2. Neapol 3. Rzym-Fiumicino                                           |
| Volotea        | 1. Ateny 2. Barcelona 3. Katania 4. Palermo 5. Paryż-Orly Sezonowo: 1. Cagliari 2. Olbia |
| Wizz Air       | 1. Tirana                                                                                |

### Cargo
| Linia Lotnicza | Kierunek                         |
| -------------- | -------------------------------- |
| DHL Aviation   | 1. Mediolan-Malpensa 2. Sarajewo |
| FedEx Express  | 1. Rzym-Fiumicino                |
| UPS Airlines   | 1. Bergamo 2. Kolonia/Bonn       |